# MG7
MG7是英国汽车制造商名爵汽車推出的一款中型车。

## 第一代（2007-2013）
第一代MG7於2007年3月开始生产。 

## 第二代 (2023)
2022年8月，第二代MG 7在中华人民共和国江苏省苏州市實車亮相。